# Josef Tichatschek
Josef Alois Ticháček (11. července 1807, Teplice nad Metují–18. ledna 1886, Drážďany), též Josef Anton Ticháček, Joseph Aloys Tichatscheck, Joseph Tichatschek etc. byl operní pěvec českého původu. Hlasovým oborem tenor je považován za vůbec prvního heldentenora nejen dramatickým hlasovým projevem, ale též hrdinným vzezřením. Ztvárnil ústřední postavy ve světových premiérách Wagnerových oper Rienzi (1842) a Tannhäuser (1845). Výrazně se zapsal do historie v součinnosti s dalšími skladatelskými osobnostmi (Giacomo Meyerbeer pro něj složil několik árií ve svých operách, Hector Berlioz v Requiem napsal Ticháčkovi tenorové sólo v části Sanctus, s respektem se o něm vyjadřovali Franz Liszt i Robert Schumann). Mimo bohatou pěveckou kariéru je znám jako celoživotní přítel Richarda Wagnera a neúnavný propagátor skladatelova hudebního odkazu.

## Biografie
Narodil se roku 1807 v Teplicích nad Metují do rodiny místního tkalce. V mládí vystudoval klášterní gymnázium v nedalekém Broumově. Poté se přesunul do Vídně, kde měl v roce 1827 zahájit studium medicíny. Do něj však nenastoupil, jelikož dal přednost své pěvecké profilaci. Učitelem zpěvu mu byl italský tenorista Giuseppe Ciccimarra, který se sólově představil hned v několika světových premiérách Rossiniho oper (mj. byl též pedagogem slavné sopranistky Sophie Löwe). V roce 1834 nastoupil do angažmá jako sólista Opery ve Štýrském Hradci. Po zdařilém hostování získal v roce 1837 trvalé místo v drážďanské opeře. Zde na pódiu spolupracoval zejména se sopranistkou Wilhelmine Schröder-Devrient a od roku 1842 se zdejším kapelníkem Richardem Wagnerem. Ocenění u publika i odborné veřejnosti se dočkaly zejména Ticháčkovy titulní role v operách Rienzi, poslední z tribunů, Tannhäuser a souboj pěvců na Wartburgu a Lohengrin. Ticháček hostoval na scénách v řadě evropských metropolí (např. Berlín, Londýn, Moskva, Stockholm, Vratislav ad.). V roce 1837, kdy mířil ke svému stálému angažmá do Drážďan, udělal odbočku také do Prahy, kde vystoupil v Belliniho opeře Puritáni. Jeho repertoár byl nesmírně pestrý a dnes stěží pochopitelným způsobem zahrnoval dramatické i charakterní role (Auber, Beethoven, Bellini, Meyerbeer, Mozart, Rossini ad.). Tuto variabilitu a komplexnost u něj často vyzdvihovala dobová kritika. Kariéru pěvce ukončil v roce 1870 a zbytek života strávil nedaleko Drážďan, kde roku 1886 zemřel. Je pochován na zdejším Starém katolickém hřbitově spolu s manželkou Pauline.

## Ticháček a jeho rodiště
Rodný dům v Horních Teplicích, v místní části města Teplice nad Metují, již nestojí. V roce 1999 v centru města zpěvákovi odhalili pomník. Po několik let se zde a v místním kostele v průběhu měsíce července konala vzpomínková akce, jež nesla název Tichatscheckova hudební slavnost. V listopadu roku 2019 vyšla první pramenná monografie o tomto pěvci s názvem První wagnerovský tenor Josef Ticháček (1807–1886), jejímž autorem je český muzikolog Martin Kajzar.